# بوئینگ ۷۰۷

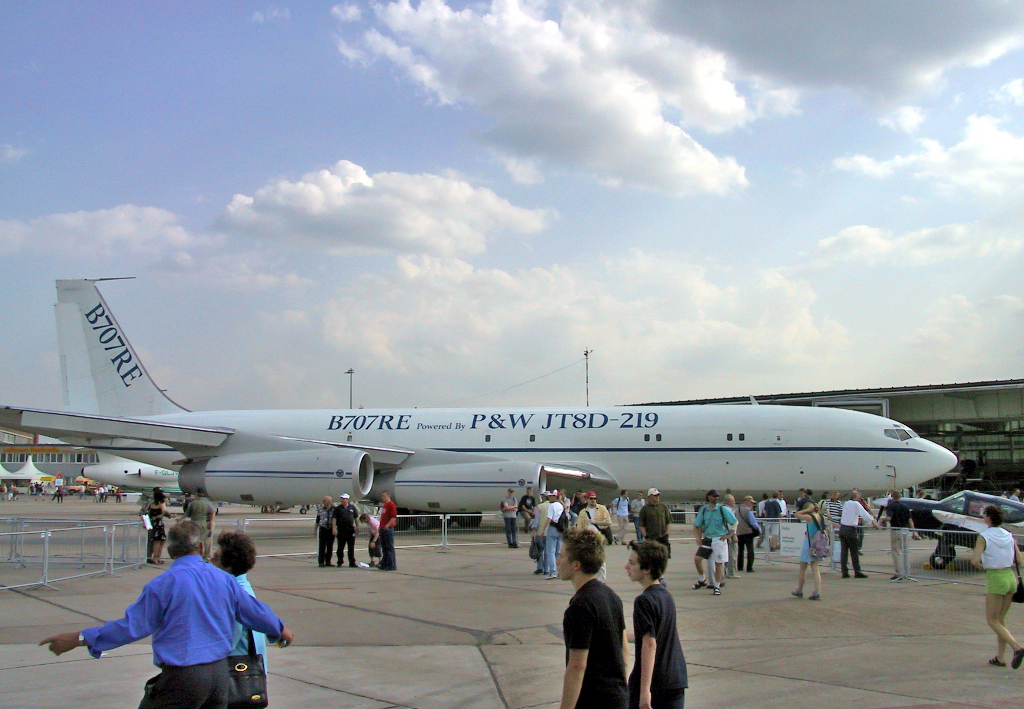
بوئینگ ۷۰۷ آر. ای

بوئینگ ۷۰۷ یک هواپیمای جت تجاری باریک‌پیکر دوربرد با اندازهٔ متوسط است که دارای چهار موتور جت است و توسط شرکت بوئینگ طراحی و ساخته شده. از این هواپیما در فاصلهٔ بین سال‌های ۱۹۵۸ تا ۱۹۷۹ به تعداد ۱۰۱۰ فروند ساخته و تحویل شده‌است. این پرنده در نزد عموم به صورت هفت صفر هفت (به انگلیسی: Seven oh Seven) تلفظ می‌شده‌است. این هواپیما در میان گونه‌های مختلف خود بین ۱۴۰ تا ۲۱۹ مسافر ظرفیت داشته و بُرد آن بین ۴۶۳۰ تا ۱۰۶۵۰ کیلومتر است.
۷۰۷ لقب اولین هواپیمای جت ساخت بوئینگ را دارد و بال‌های آن متمایل و مجهز به غلاف موتور طراحی شده‌است. ۷۰۷ اولین هواپیمای مسافربری جت طراحی شده نبود اما اولین نمونه‌ای بود که به موفقیت تجاری دست یافت. تسلط کامل بر حمل و نقل هوائی مسافری در دههٔ ۶۰ میلادی و همچنین حضور مستمر در دههٔ ۷۰ به بوئینگ ۷۰۷ اعتبار پیشتاز بودن در عصر جت را بخشید.
این هواپیما بوئینگ را به عنوان یکی از بزرگ‌ترین سازندگان هواپیمای مسافربری در دنیا مطرح کرد و منجر به تولید مجموعهٔ جت‌های تجاری با اسم 7X7 شد. هواپیماهای ۷۲۰، ۷۲۷، ۷۳۷ و ۷۵۷ که بعدها ساخته شدند عناصر طراحی مشترک زیادی در بدنه با بوئینگ ۷۰۷ دارند.
۷۰۷ از هواپیمای بوئینگ ۸۰–۳۶۷ توسعه یافت و پیش نمونهٔ آن در سال ۱۹۵۴ پرواز کرد. بزرگتر کردن ابعاد کابین و برخی دیگر از بهبودها منجر به تولید اولیهٔ بوئینگ ۱۲۰–۷۰۷ شد که از موتور توربوجت JT3C شرکت پرت اند ویتنی نیرو می‌گرفت و در تاریخ ۲۰ دسامبر ۱۹۵۷ پرواز کرد. شرکت پان آمریکن در ۲۶ اکتبر سال ۱۹۵۸ از این هواپیما در خطوط هوائی خود استفاده نمود. در سال ۱۹۵۹ گونه‌های کوچک و برد بلند ۱۳۸–۷۰۷ و همچنین کشیدهٔ ۳۲۰–۷۰۷ به خدمت درآمدند. یک گونهٔ کوچکتر با برد کم نیز در سال ۱۹۶۰ با نام ۷۲۰ به پرواز درآمد. ۴۲۰–۷۰۷ یک گونه با طول بیشتر از ۷۰۷ بود که با موتورهای توربوفن کانوی رولزرویز پرواز می‌کرد و در ۱۹۶۰ معرفی شد. همچنین گونه‌های 707-120B و 320B-۷۰۷ نیز در سال‌های ۱۹۶۱ و ۱۹۶۲ با موتور توربوفن JT3D به تولید رسیدند.
۷۰۷ برای پروازهای داخلی، بین قاره‌ای و بین اقیانوسی و همچنین حمل بار و کاربردهای نظامی مورد استفاده قرار گرفته‌است. یک گونهٔ قابل تبدیل مسافری-باری با نام 707-320C نیز در سال ۱۹۶۳ وارد خدمت شده و گونه‌های مسافری نیز به نموهٔ باری تبدیل شده‌اند. نمونه‌های نظامی شامل هواپیمای آواکس ای-۳ سنتری و هواپیمای وی آی پی سی-۱۳۷ استراتولاینر می‌باشد. بوئینگ ۱۰۱۱ فروند از این هواپیما که شامل گونهٔ ۷۲۰ هم می‌باشد را تولید کرده‌است که در کنار آن بالغ بر ۸۰۰ نسخه از گونهٔ نظامی هم در اختیار مشتریان قرار گرفته‌است. تا ژولای ۲۰۱۳ ده فروند بوئینگ ۷۰۷ تجاری هنوز در خدمت بوده‌اند.

### استفاده سوخت‌رسان
با گسترش ناوگان جنگنده‌های نیروی هوایی در زمان پهلوی، تجهیز ناوگان با هواپیماهای سوخت‌رسان در دستور کار قرار گرفت؛ در این راستا هواپیماهای سوخت‌رسان Boeing 707-3J9C که خود مشتق شده از Boeing 707-320C بودند و به صورت دو منظوره بوده و قابلیت تبدیل به انواع باربر، مسافربر (یا هر دو) را داشتند، انتخاب شدند که مجهز به دو لوله شلنگی در دو طرف بال و یک بوم تلسکوپی در انتهای بدنه برای مأموریت‌های سوخت‌رسانی بودند.

## نگارخانه

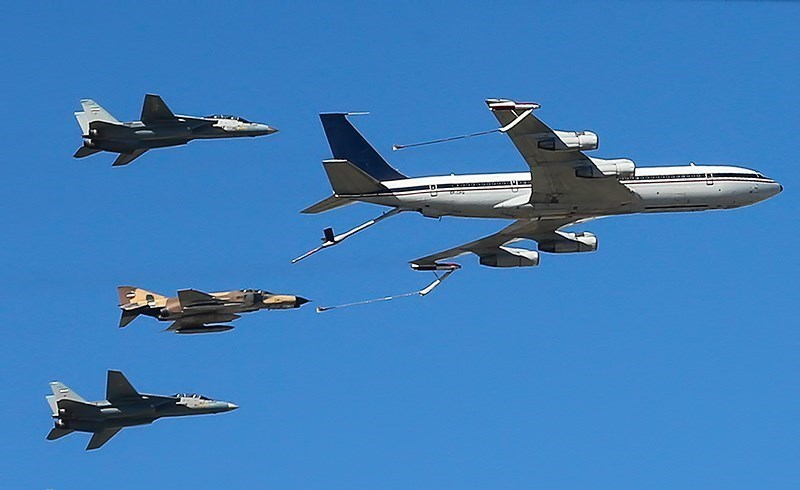
هواپیمای بوئینگ ۷۰۷ ارتش جمهوری اسلامی ایران در حال سوخت رسانی. ۲۰۱۶
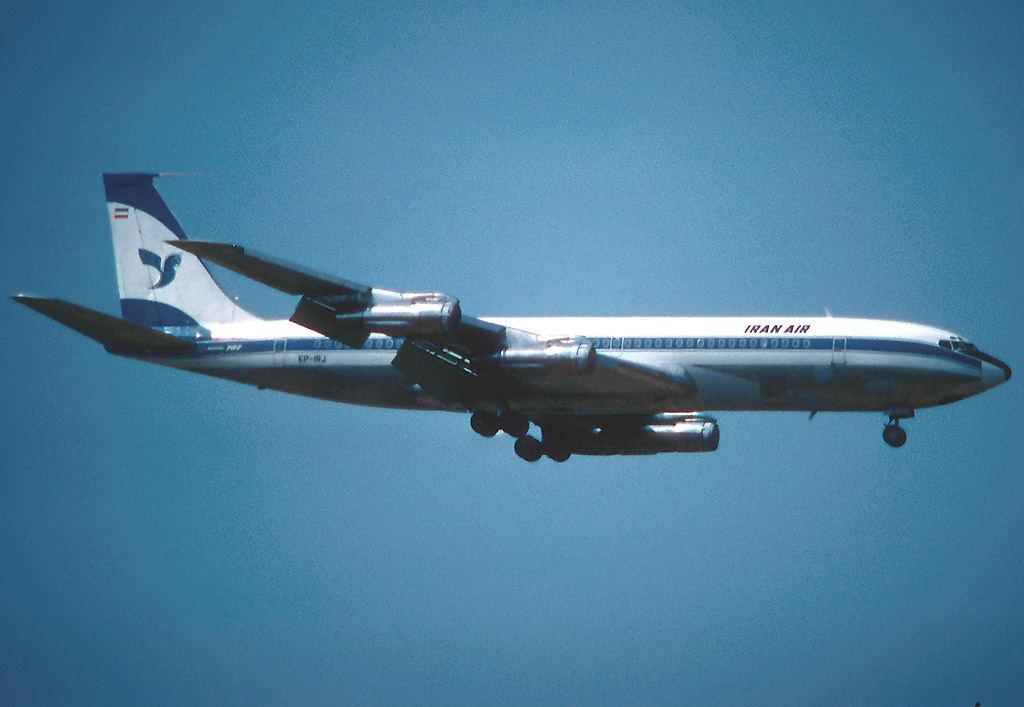
بوئینگ ۳۲۰-۷۰۷ ایران ایر
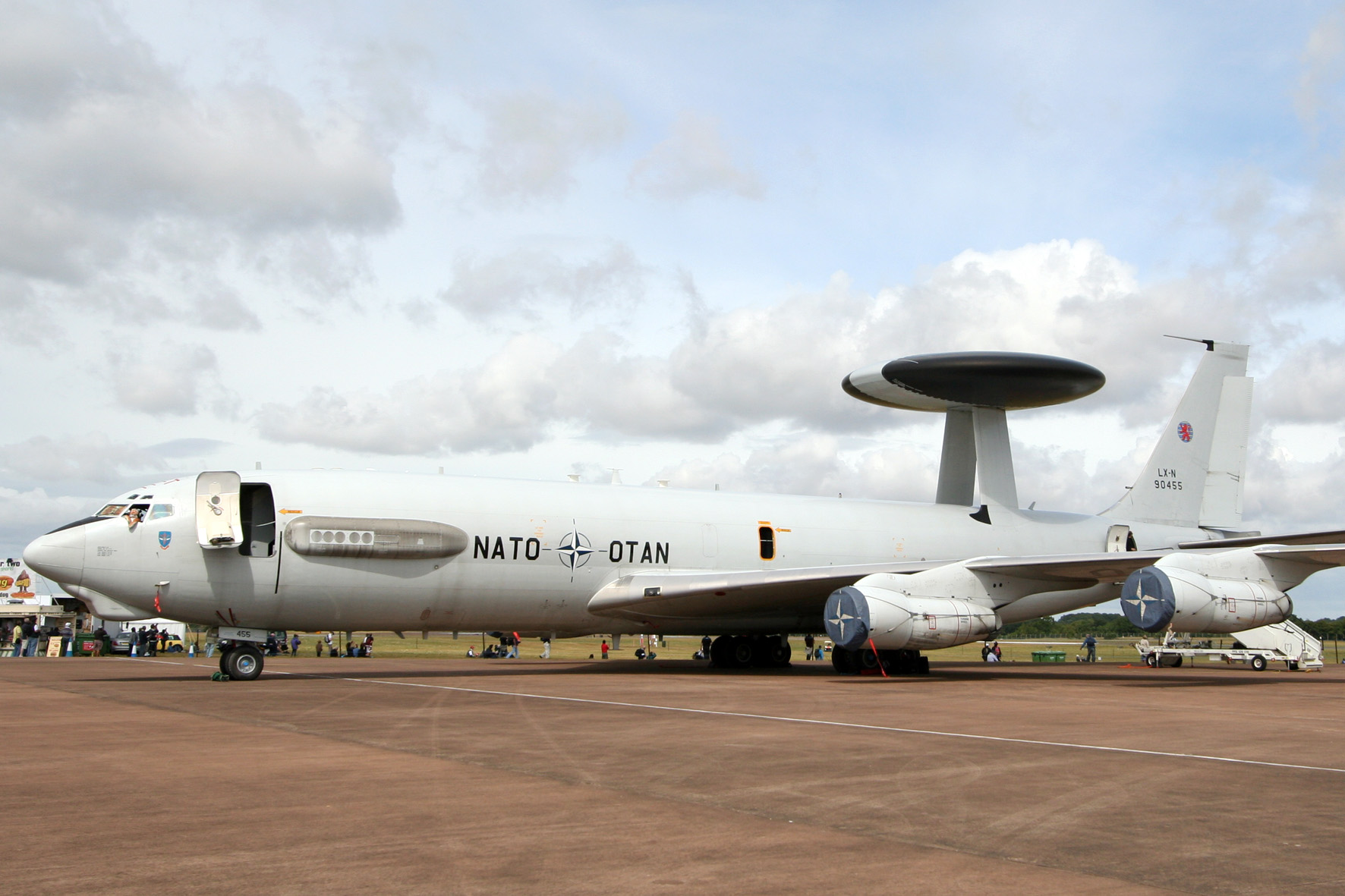
هواپیمای آواکس E-3 در خدمت ناتو
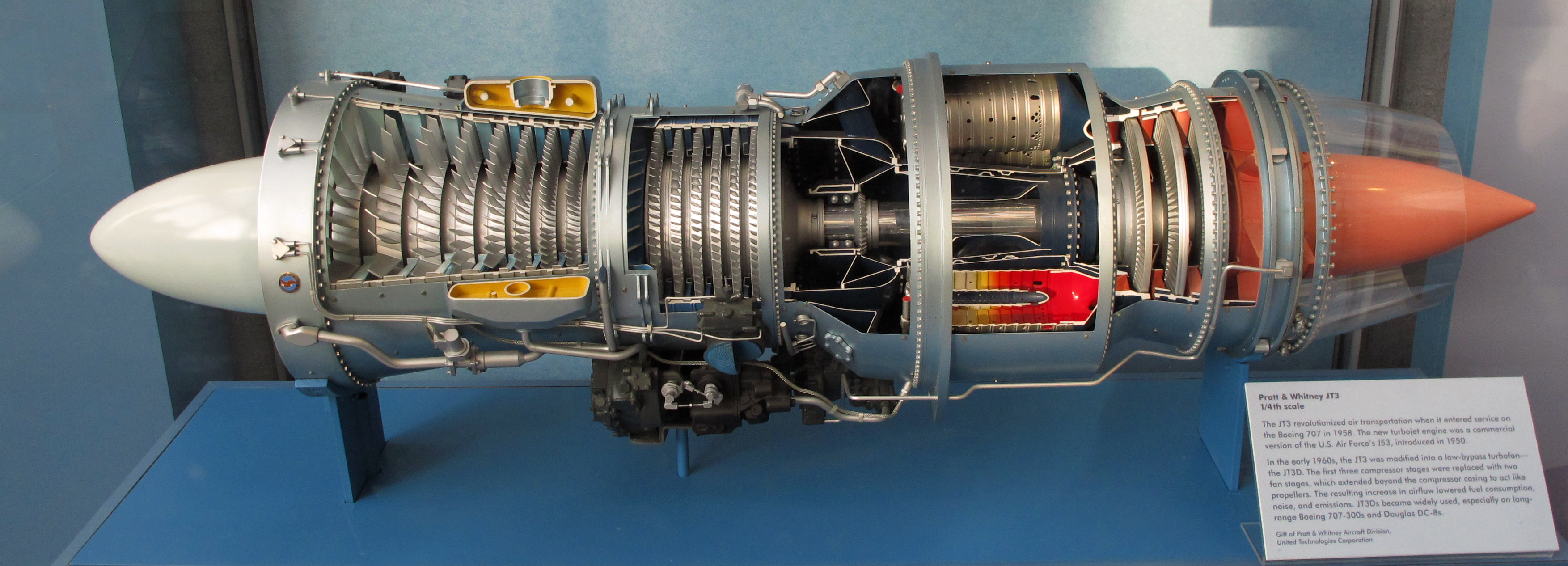
JT3موتور جت
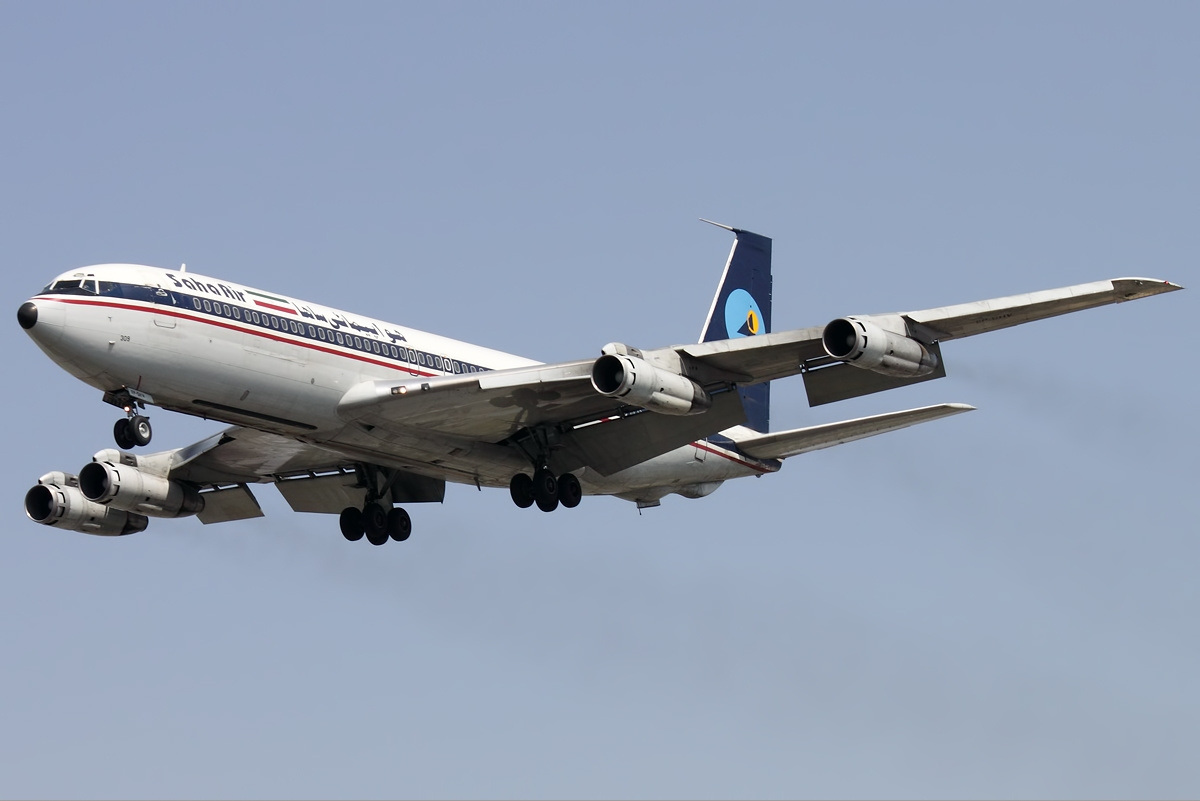
هواپیمای بوئینگ ۷۰۷ شرکت ساها در حال فرود در فرودگاه مهرآباد تهران با رجیستر EP-SHV. مارس ۲۰۱۱